# Chiesa evangelica spagnola
La Chiesa evangelica spagnola (in spagnolo: Iglesia Evangélica Española e abbreviato IEE) è una Chiesa protestante formata dall'unione di comunità presbiteriane, congregazionaliste, metodiste, luterane e valdesi. Nata nel 1869, rappresenta i principi della riforma del XVI secolo. È governata da un sinodo generale, i cui membri sono eletti democraticamente.
La Chiesa evangelica spagnola appartiene alla World Communion of Reformed Churches (questo organismo ecumenico cristiano si è formato nel giugno 2010 dall'unione dell'Alleanza mondiale delle Chiese riformate (ARM) e del Consiglio ecumenico riformato (CER). Sostanzialmente al di fuori della Spagna, le chiese appartenenti alla World Communion of Reformed Churches agiscono come se fossero la Chiesa evangelica spagnola in quel Paese e viceversa.
L'IEE è membro fondatore del Consiglio mondiale delle Chiese, della Conferenza delle Chiese europee, della Conferenza delle Chiese protestanti dei Paesi latini d'Europa, della World Communion of Reformed Churches e del Consiglio metodista mondiale.
Riconosce il Credo degli apostoli, il Credo atanasico, il Credo niceno, il Catechismo di Heidelberg e la Seconda Confessione Elvetica. In Europa, le chiese partner sono la Chiesa riformata di Francia, la Chiesa di Scozia e la Chiesa presbiteriana in Irlanda.

## La storia

### Durante il XVIII secolo
La fine del XVIII secolo e l'inizio del XIX secolo videro una forte espansione delle missioni protestanti, favorita dalla nascente rivoluzione industriale. La Chiesa evangelica spagnola, le cui fonti risalgono alla riforma del XVII secolo, affonda le sue radici nell'opera missionaria nata nel cuore dei pietismi del XVIII secolo e da essi trae ispirazione.
Si definisce come una "comunione di congregazioni" progressivamente integrata dal 1869 al 1955. Tutti hanno una confessione di fede comune e sviluppano la loro testimonianza e missione sotto una struttura sinodale. Nel corso del XIX secolo si è consolidata come unione di comunità con una struttura sinodale.

### Durante il XIX secolo
Queste congregazioni provengono da diverse tradizioni protestanti, tratte da quelle missioni estere che ne hanno promosso la nascita nel corso della prima metà del XIX secolo (riformate, presbiteriane, luterane, metodiste, congregazionaliste) e la loro crescita a partire dal 1868, con il trionfo della Rivoluzione Liberale. Il nucleo originario era costituito da congregazioni nate in mezzo all'intolleranza e alla clandestinità, fondate grazie all'opera e al ministero di pastori come Antonio Vallespinosa (1833-1897), il catalano Francisco de Paula Ruet (1826-1878), l'andaluso Manuel Matamoros (1834-1866), l'alicantino Juan Bautista Cabrera (1837-1916), il catalano Francisco Albricias (1856-1934), che hanno vissuto la persecuzione e l'esilio, a Gibilterra e in altri Paesi europei, ricevendo la formazione teologica che ha permesso loro di svolgere la missione e il ministerio.
Nel 1869 si tenne a Siviglia un'assemblea generale composta dai delegati delle diverse congregazioni allora esistenti in Spagna. I protestanti spagnoli dichiararono l'intenzione di organizzare una comunità riformata unita per tutto il Paese, ma l'intenzione non poté essere realizzata a causa delle differenze organizzative: da un lato il modello presbiteriano-congregazionalista e da un altro lato la posizione di coloro che volevano una confessione del governo episcopale. A causa di queste differenze organizzative, in Spagna sono nate due denominazioni protestanti storiche, la IEE e la IERE "Iglesia Española Reformada Episcopal" (tradotta in italiano: Chiesa episcopale riformata spagnola). Grazie alla comune origine delle due chiese, la IEE e la IERE mantengono rapporti di profondo rispetto, collaborazione e fratellanza.
Frederick Fliedner, il primo missionario tedesco a venire in Spagna, arrivò nel 1869, sostenuto dall'Opera delle diaconesse di Kaiserswerth, fondata da suo padre, Theodore Fliedner, nel 1828. Con la creazione di scuole, centri di assistenza per i bisognosi e librerie, Fliedner è il fondatore di un'opera sociale legata alla Chiesa evangelica spagnola. La Fondazione che oggi porta il suo nome, fedele al suo spirito, sviluppa la sua missione di insegnamento, formazione teologica, azione sociale e culturale al servizio del protestantesimo spagnolo in particolare e della società spagnola in generale.
La facoltà teologica evangelica nasce nel 1884 con il nome di Istituto evangelico di teologia a El Puerto de Santa Maria (Cadice). 
Nel 1886 si tenne a Madrid la X Assemblea della Chiesa cristiana spagnola, composta dai rappresentanti delle comunità di Madrid, Siviglia, Cordova, Granada, Jerez, Isla de San Fernando, Malaga, Reus, Camuñas, Mocejón, Cartagena, Cadice e Huelva, e delle missioni di Utrera e Villafranca de Cordoba, tutte di tradizione presbiteriana. L'Unione Ibero-Evangelica, che raggruppava congregazioni di tipo congregazionalista a Santander, Bilbao, San Sebastián, Logrogno, Pradejón e Saragozza, con diverse missioni, decise di unirsi alla Chiesa Cristiana Spagnola che, in questa occasione, cambiò provvisoriamente il suo nome in Chiesa Evangelica Spagnola, adottando provvisoriamente anche la confessione di fede e la disciplina della Chiesa Cristiana Spagnola come base. Questo gruppo di congregazioni, nato dal ministero sviluppato dai fratelli Thomas Gulick e William Gulick, è stato sostenuto dall'American Board, nella tradizione congregazionalista. 

### Durante il XX secolo
A queste congregazioni si aggiunsero le comunità sorte in seguito alla Missione dell'Alto Aragona, sviluppata dal pastore francese Albert Cadier tra il 1906 e il 1911. 
Nel 1901, Alice Gordon Gulick fondò l'Istituto Internazionale di Madrid, un'istituzione dedicata alla promozione dell'istruzione e dell'emancipazione sociale delle donne. Questo istituto si sviluppò parallelamente alla Institución Libre de Enseñanza (1876), che sosteneva la libertà accademica e un insegnamento non soggetto ai dogmi ufficiali della religione, della politica o della morale.
Nel 1955 la Chiesa metodista spagnola decise di unirsi alla Chiesa evangelica spagnola, per la quale il sinodo del 1954 approvò una versione riveduta della sua Confessione di fede e del suo regolamento interno. La Chiesa metodista ha portato le sue comunità in Catalogna e nelle Isole Baleari nella Chiesa unita. La Chiesa metodista era arrivata in Catalogna e nelle Isole Baleari nel 1869, creando la sua prima comunità il 1º settembre 1871. La prima opera di evangelizzazione fu portata avanti da missionari inglesi. Vanno citati William T. Brown, fondatore delle prime scuole e comunità tra il 1869 e il 1874, e i reverendi Franklin G. Smith tra il 1888 e il 1916, e William Lord tra il 1916 e il 1924, ma sono stati presto seguiti da lavoratori spagnoli che hanno fondato nuove scuole e chiese. Al momento dell'unione, il contributo metodista in Catalogna proveniva dalle vecchie comunità di Barcellona e Rubí, alle quali si aggiunsero in seguito le nuove comunità di Hospitalet de Llobregat, Santa Coloma de Gramanet e La Llagosta. Nelle Isole Baleari, le chiese di Palma di Maiorca, Capdepera, Mahón, Villacarlos e Misiones hanno aderito all'IEE. Ciò significa che la IEE, che era scarsamente rappresentata in Catalogna e nelle Isole Baleari, ricevette un forte impulso. La Chiesa metodista americana sostenne anche diverse chiese e scuole in Spagna prima della guerra civile, tra cui le comunità di Alicante con la sua nota Escuela Modelo, e di Siviglia.
Nel 1919 la sede della facoltà teologica evangelica si sposta da El Puerto de Santa Maria (Cadice) alla capitale Madrid e viene assunto l’attuale nome Seut (Seminario evangelico unito di teologia). Dopo vari assestamenti la novità più significativa giunge alla fine degli anni ’90 e all’inizio del nuovo millennio con l’avvio di corsi di insegnamento a distanza, sfruttando le nuove modalità tecnologiche di comunicazione.
Nel 1980 è stata riconosciuta ufficialmente dal governo.
Nell'anno 2000 la Chiesa evangelica decide di integrare la facoltà teologica evangelica Seut all’interno della Fondazione Fliedner. 

#### Impegno di fronte alla migrazione
Una volta stabilita la libertà religiosa in Spagna nel 1978, l’IEE si è impegnata a difendere i diritti umani e lo sviluppo integrale dei rifugiati, degli apolidi e dei migranti bisognosi di protezione internazionale e/o a rischio di esclusione sociale. Con questa intenzione ha fondato nel 1979 la Commissione spagnola per l’assistenza ai rifugiati (CEAR); si tratta di un’organizzazione di azione volontaria.

### Durante il XXI secolo
La Chiesa evangelica spagnola, in quanto chiesa unita, appartiene a due delle grandi famiglie protestanti, oggi raggruppate in due organizzazioni: l'Alleanza mondiale delle Chiese riformate e il Consiglio metodista mondiale, ed è membro del Consiglio metodista mondiale fin dalla sua fondazione nel 1948. Il suo presente è arricchito dalle correnti teologiche del passato; è il risultato dei migliori contributi che ciascuno di loro ha lasciato alla Chiesa nel corso della storia.
Fa inoltre parte della Federazione delle Entità Religiose Evangeliche di Spagna (in spagnolo: Federación de Entidades Religiosas Evangélicas de España e abbreviato FEDERE) come riconosciuta dalla Commissione plenaria dall'anno 2002.
Contava circa 10.000 membri in 40 congregazioni e 50 case-famiglia (dato aggiornato al 2006).
L'accesso ai benefici della previdenza sociale per i ministri di culto delle Chiese evangeliche in Spagna deve essere uguale a quello stabilito per i sacerdoti delle Chiese cattoliche secondo una sentenza della Corte europea dei diritti dell'uomo del 2012 e un real decreto sui diritti dei pastori evangelici del 2015.
Nel 2017 viene espulsa dal Consejo Evangélico di Madrid per la sua posizione sull'omosessualità diventandone membro inattivo.

#### Omosessualità e benedizione delle coppie omosessuali
La Chiesa evangelica spagnola è una chiesa protestante storica spagnola che benedice i matrimoni omosessuali e una delle poche che accetta l'omosessualità. Infatti, nell'anno 2005 ha sostenuto l'approvazione del matrimonio civile tra persone dello stesso sesso al Congresso dei Deputati spagnolo.
Su richiesta della Commissione permanente della Chiesa evangelica spagnola (IEE), il professore di etica teologica Juan Sánchez Núñez ha realizzato uno studio in cui approfondisce la conoscenza dei fondamenti biblici, etici e teologici su cui basare l'accettazione delle persone omosessuali come membri a pieno titolo nelle Chiese; questo studio si compone di due parti e si conclude con il pronunciamento sinodale della IEE in merito.
La IEE ha anche approvato la Dichiarazione di Mamré nell'anno 2015, una dichiarazione pastorale che afferma che la Chiesa difenderà l'accettazione delle persone omosessuali e delle loro famiglie, evitando l'invisibilità e lavorando per accompagnare la diversità. Si impegna inoltre a educare contro l'omofobia sulla base del Vangelo della Grazia e a coltivare un linguaggio inclusivo rispetto alle costruzioni di genere.

#### Posizione a fianco del popolo catalano
Nell'anno 2017, periodo dei referendum sull'indipendenza della Catalogna, e nell'anno 2019, periodo del processo giudiziario agli indipendentisti catalani, prende posizione per una risoluzione tenendo conto delle istanze di libertà, per la riconciliazione fra le parti e il dialogo.

## L'organizzazione
La Commissione permanente è l'organo di governo della Chiesa evangelica spagnola, nominato dal sinodo per un periodo di quattro anni.
Territorialmente, la Chiesa evangelica spagnola è divisa in presbiteri (presbiterio è il nome dato all'insieme di due o più chiese locali raggruppate per una maggiore efficienza e collaborazione nel loro ministero per ragioni di vicinanza geografica, culturale o linguistica). Attualmente la IEE è divisa in sette presbiteri di numero e ogni presbiterio è presieduto da un ufficio di presidenza nominato dal sinodo regionale.

### In Andalusia
- Misión de San Pablo, Avenida Costa del Sol numero 37, Almuñécar;
- Iglesia Protestante de San Pablo, Cjón. del Pretorio numero 11, Granada;
- Misión del Salvador, Calle Argüelles numero 11, Jerez de la Frontera;
- Iglesia del Redentor, C. Ollerías numero 31, Malaga;
- Iglesia Protestante de EI Buen Pastor, C. Pérez Galdós numero 43, San Fernando;
- Iglesia Protestante de Los Rubios, Cam. Viejo de Vélez numero 26, Torre de Benagalbón.

### In Aragona
- Hostal-Albergue Casa Mamré (istituzione), Calle del Arco numero 1, Jaca;
- Iglesia Reformada de Aragón, C. de Mariano Supervía numero 52, Saragozza.

### Nelle Baleari
- Església Evangèlica de Menorca, Carrer de sa Sínia Costabella numero 8, Mahón.

### In Cantabria
- Iglesia de Cristo, Calle Gómez Oreña numero 11, Santander.

### In Catalogna
- Betel + Sant Pau, Carrer d'Aragó numero 51, Barcellona;
- Església Evangèlica de Betlem, Carrer de la Nació numero 24, Barcellona;
- Església Protestant de Barcelona-Centre, Carrer dels Tallers numero 26, Barcellona;
- Iglesia Evangélica Poblenou, Carrer de Llull numero 161, Barcellona;
- Iglesia Evangélica Española, Carrer de Vidal numero 9, Reus;
- 1ª Església Protestant, Carrer de Colom numero 6, Rubí;
- Iglesia Evangélica, Carrer de Francesc Julià numero 17, Santa Coloma de Gramenet.

### Nella Comunità di Madrid
- Iglesia de El Salvador, Calle del Noviciado numero 5, Madrid;
- Iglesia Protestante de Cristo, Calle de Bravo Murillo numero 85, Madrid;
- Iglesia Protestante de Jesús, Calle de Calatrava numero 25, Madrid;
- Iglesia Protestante de la Resurrección, Calle Butrón numero 20 posterior, Madrid;

- Iglesia Protestante de la Esperanza, Paseo de Goya numero 19, Móstoles.

### In Murcia
- Iglesia de Cristo, Calle Juan Fernández numero 14, Cartagena.

### In Estremadura
- Iglesia Evangélica “El Redentor”, Calle Veguilla numero 20, Cáceres;
- Iglesia del Espíritu Santo, Calle Suárez Somonte numero 62, Mérida.

### Nei Paesi Baschi
- Iglesia de Jesús, Calle Juan de Garay numero 2, Bilbao.

### Nella Comunità Valenciana
- Església Evangèlica, Calle Teniente Llorca numero 20, Alicante;
- Iglesia Evangélica La Siesta, Calle Granados en La Siesta, Torrevieja.